# Agrilus lituratus
Agrilus lituratus é uma espécie de inseto do género Agrilus, família Buprestidae, ordem Coleoptera.
Foi descrita cientificamente por Klug, 1829.